# David Koepp
David Koepp (9 de junio de 1963) es un guionista, novelista y cineasta estadounidense. Koepp es reconocido por ser el guionista de películas como Parque Jurásico (1993), Carlito's Way (1993), Misión: Imposible (1996), Spider-Man (2002), La guerra de los mundos (2005) e Indiana Jones y el reino de la calavera de cristal (2008), entre otras.

## Biografía

### Carrera
Como guionista, Koepp ha estado involucrado en algunos de los mayores éxitos de taquilla cinematográficos de Hollywood, tales como Parque Jurásico, Misión Imposible y Spider-Man. También participó en la redacción del guion, al final fue desacreditado del mismo, para la adaptación de Hombres de negro, después de haber sido contratado por Steven Spielberg. Tiempo después, fue contactado para escribir el guion de Hombres de negro II, pero rechazó el mismo debido a que se encontraba trabajando en la adaptación de Spider-Man.  Koepp tuvo una breve aparición, como el personaje del "bastardo desafortunado" en The Lost World: Jurassic Park, en la que se desempeñó como auxiliar en la dirección de la misma. 
Parte de su filmografía incluye a Secret Window, Stir of Echoes, The Trigger Effect y La habitación del pánico. En el año 2002, creó la serie de televisión Hack, protagonizada por David Morse. Sus últimos trabajos han sido en las adaptaciones de Indiana Jones y el reino de la calavera de cristal y Ghost Town y en la dirección de Mortdecai, película protagonizada por Johnny Depp y estrenada en 2015.

### Vida personal
Koepp nació en Pewaukee, Wisconsin, dentro de una familia conformada por terapistas, quienes eran propietarios de una compañía publicitaria. Tiene dos hermanos, Stephen y Jeff Koepp, y una hermana, Cathy Maki. Además, es padre de tres hijos: Ben, Nick y Henry Koepp. Su esposa es Melissa Thomas.

## Filmografía

### Guionista
- Apartment Zero (1988)
- Bad Influence (1990)
- I Come In Peace (1990)
- Toy Soldiers (1991)
- Death Becomes Her (1992)
- Jurassic Park (1993)
- Carlito's Way (1993)
- The Paper (1994)
- The Shadow (1994)
- Suspicious (1994)
- Mission: Impossible (1996)
- The Trigger Effect (1996)
- Hombres de negro (sin acreditar) (1997)
- The Lost World: Jurassic Park (1997)
- Snake Eyes (1998)
- Stir of Echoes (1999)
- Panic Room (2002)
- Spider-Man (2002)
- Secret Window (2004)
- Zathura (2005)
- La guerra de los mundos (2005)
- Indiana Jones y el reino de la calavera de cristal (2008)
- Ghost Town (con John Kamps) (2008)
- Sins of the Round Table (2008)
- The Taking of Pelham 123 (2009)
- Ángeles y demonios (2009)
- Premium Rush (2012)
- Jack Ryan: Shadow Recruit (2014)
- Mortdecai (2015)
- Inferno (2016)
- La momia (2017)
- You Should Have Left (2020)
- Kimi (2022)
- Presence (2024)

### Director
- Suspicious (1994)
- The Trigger Effect (1996)
- Stir of Echoes (1999)
- Suspense (2003) (TV)
- Secret Window (2004)
- Ghost Town (2008)
- Premium Rush (2012)
- Mortdecai (2015)
- You Should Have Left (2020)

## Novelas
- Bajo cero (2019) (Cold Storage)